# شیرازی‌ها در کومور
شیرازی‌های قُمُر یکی از بزرگ‌ترین گروه‌های قومی ساکن اتحاد قمر در نزدیکی ساحل شرقی آفریقا است. ریشه آنها به شیراز و منطقه ساحلی جنوب غربی ایران مرتبط است. مردم شیرازی به دلیل کمک به برقراری اسلام سنی در قمر و ثروتی که از تجارت کالاها و بردگان جمع کردند، قابل توجه هستند.

## ژنتیک
مسعیدی و همکاران (۲۰۱۰) تنوع DNA تک والدینی را در سه جزیره بانتو زبان مجمع الجزایر کومور تجزیه و تحلیل کرد و نمونه خون ۵۷۷ مرد و زن کوموریایی غیرمرتبط را جمع‌آوری کرد (گرند کومور: ۱۷۰ مرد، ۶۷ زن؛ انجوان: ۱۰۴ مرد، ۶۹ زن؛ موهلی: ۱۰). (همچنین مرد ۲۹ و ۶۰ زن). روایات شفاهی و اسناد تاریخی حاکی از آن است که جزایر کومور بازرگانان شیرازی در ایران حضور داشتند و شاهزادگان شیرازی این جزایر را مستعمره کردند. مصدی و همکاران دریافتند که رایج‌ترین هاپلوگروپ‌های پدری در میان کوموریان نمونه E1b1a1-M2 (۴۱٪) و E2-M90 (۱۴٪) هستند. این کلادهای Y-DNA در میان سایر جمعیت‌های بانتو زبان در سرزمین اصلی آفریقای شرقی فراوان هستند، که به منشأ مشترک اشاره می‌کند. کوموریایی‌های باقی‌مانده عمدتاً هاپلوگروه‌های E1b1b-V22، E1b1b-M123، F*(xF2، GHIJK), G2a, I، J1، J2، L1، Q1a3، R1*، R1a*، R1a1 و R2 را دارند (۲۹٫۷٪). از میان این کلادهای اخیر، هاپلوتیپ‌های خاصی که در کومور یافت می‌شوند، نزدیک‌ترین ارتباط را با آن‌هایی که در جنوب ایران یافت می‌شوند، داشتند. این نشان می‌دهد که این دودمان شمالی توسط بازرگانان شیرازی اولیه از ایران بین سال‌های ۱۲۰۰ تا ۱۳۰۰ میلادی آورده شده‌اند، زیرا آنها پست‌های تجاری محلی را در جزایر کومور ایجاد کرده‌اند. حدود ۶ درصد از کوموری‌ها نیز هاپلوگروپ O1 را دارند که نشان دهنده نفوذ جزئی آسیای جنوب شرقی است. از نظر مادری، کوموری‌ها در درجه اول به هاپلوگروه‌های L0، L1، L2 و L3'4 (xMN) تعلق دارند (۸۴٫۷٪). این کلادهای mtDNA نیز در میان سایر جمعیت‌های بانتو سرزمین اصلی و در نسبت‌های تقریباً مشابهی رایج هستند. بقیه جمعیت کوموریان تقریباً منحصراً حامل هاپلوگروه‌های میتوکندریایی مرتبط با آسیای جنوب شرقی (۱۵٫۳٪)، با کلادهای B4a1a1-PM, F3b و M7c1c (۱۰٪) و پاراگروه M(xD, E، M1، M2، M7) هستند. ۴ درصد بیشترین فراوانی را دارد. از آنجایی که هیچ هاپلوگروپ mtDNA مرتبط با خاورمیانه مشاهده نشد، به نظر می‌رسد جریان ژن از این منطقه از طریق تجارت مردانه و تبلیغ مذهبی رخ داده است. به گفته مسعیدی و همکاران، تجزیه و تحلیل ترکیبی مشارکت‌های مادری و پدری در نمونه کومور نشان می‌دهد که جمعیت کوموری‌ها از طریق جریان ژن سه جانبه در طول ۲۰۰۰ سال گذشته بین جمعیت‌های بانتو در جنوب صحرای شرق آفریقا، مهاجران از ایران، شکل گرفته است. و مهاجرانی از آسیای جنوب شرقی. در نتیجه، تخمین زده می‌شود که بیشتر مخزن ژنی جزیره‌نشینان کوموری از آفریقا (۷۲٪)، با سهم قابل توجهی از غرب آسیا (۱۷٪) و آسیای جنوب شرقی (۱۱٪) مشتق شده‌اند. به‌طور کلی، شیرازی‌های کوموریایی از نظر ژنتیکی شبیه به لمبا، جمعیت بانتو زبان ساکن جنوب شرقی آفریقا هستند. از آنجایی که لمباها دارای سنت‌های فرهنگی سامی هستند و بانتوها، دودمان پدری مرتبط با خاورمیانه و آسیای جنوب شرقی نیز در میان آنها شناسایی شده است، دانشمندان پیشنهاد می‌کنند که آنها و کوموری‌ها ممکن است از طریق فرآیندهای جمعیتی موازی تکامل یافته باشند.